# Adium
Adium is een instant messaging-programma voor Mac OS X dat meerdere chatservices ondersteunt door gebruik van de libpurple-bibliotheek. Het is geschreven met behulp van de Cocoa-API van OS X, en wordt gepubliceerd onder de GNU General Public Licence (GPL).

## Geschiedenis
Adium werd oorspronkelijk geschreven door Adam Iser, en de eerste versie werd in september 2001 gepubliceerd.
De volgende versie, die oorspronkelijk bedoeld was als Adium 2.0, werd wegens de rigoureuze herprogrammering Adium genoemd. De grootste verandering was het overstappen naar de libgaim-bibliotheek waardoor ook andere chatservices worden ondersteund. Het meeste werk aan libgaim wordt gedaan door het Gaim-team; het team achter Adium werkt vooral aan de grafische gebruikersomgeving. Tegenwoordig heet het Gaim-project Pidgin en libgaim heet voortaan libpurple.

## Functies
Adium maakt gebruik van plug-ins; veel belangrijke functionaliteit van het programma wordt door plug-ins mogelijk gemaakt. De laatste versie van Adium biedt mogelijkheden tot bestandsoverdracht, gebruik van het Growl-notificatiesysteem en ondersteuning van gecodeerde gesprekken met behulp van de OTR-bibliotheek.

## Versiegeschiedenis
Adium X 0.88 was de eerste versie die gecompileerd was als Universal Binary, om ondersteuning te bieden voor zowel Macs met PowerPC als met Intel-x86-processors. Op 2 februari 2007 kwam de eerste stabiele versie van Adium uit - versie 1.0. Deze versie bevat volgens de ontwikkelaars meer dan 600 verbeteringen en toevoegingen.
| Versie   | Uitgavedatum     |
| -------- | ---------------- |
| 1.4.1    | 15 november 2010 |
| 1.4.2    | 13 juni 2011     |
| 1.5      | 16 maart 2012    |
| 1.5.1    | 7 juni 2012      |
| 1.5.2    | 21 juli 2012     |
| 1.5.3    | 12 augustus 2012 |
| 1.5.4    | 7 november 2012  |
| 1.5.5    | 24 februari 2013 |
| 1.5.6    | 18 maart 2013    |
| 1.5.7    | 2 juli 2013      |
| 1.5.8    | 13 oktober 2013  |
| 1.5.9    | 3 december 2013  |
| 1.5.10   | 9 mei 2014       |
| 1.5.10.1 | 29 januari 2016  |
| 1.5.10.2 | 9 maart 2016     |
| 1.5.10.3 | 22 april 2017    |
| 1.5.10.4 | 27 april 2017    |

## Ondersteunde protocollen
- AOL Instant Messenger (ook ICQ en .Mac)
- XMPP (o.a. Google Talk)
- MSNP (Windows Live Messenger)
- YMSG (Yahoo! Messenger, Yahoo! Japan)
- Bonjour (bruikbaar met iChat)
- Gadu-Gadu
- Novell Groupwise
- Lotus Sametime
- IRC